# Gerry Davis
Pour les articles homonymes, voir Davis.
Pour l'arbitre de baseball, voir Gerry Davis (arbitre).
Gerry Davis est un scénariste britannique né le 23 février 1930 en Angleterre et mort le 31 août 1991 à Venice (Los Angeles). Il est principalement connu dans les années 1960 à 80 pour ses scénarios pour des séries télévisées de science-fiction et des soap opera. 

## Biographie
Il commence sa carrière dans les années 1960 comme scénaristes pour des soaps comme United ! ou Coronation Street. En 1966, il devient script editor (une tâche proche de ce qu'on pourrait appeler un « responsable des scénarios ») sur la série de la BBC Doctor Who et dirige la direction des épisodes à partir d'avril 1966 (« The Gunfighters ») au côté du producteur Innes Lloyd. Il est connu pour avoir créé avec Kit Pedler les ennemis récurrents connus sous le nom de Cybermen, dans l'épisode « The Tenth Planet » et la famille des deux hommes possède d'ailleurs les droits pour ces personnages. Il est aussi à l'origine de l'idée de « régénération » du Docteur, une idée qui permit à la série pendant plusieurs décennies. Il quitte ses fonctions de script editor en juillet 1967 (« The Evil of the Daleks ») et de scénariste en septembre 1967 (« The Tomb of the Cybermen »).
En 1970, il fonde avec Kit Pedler la série Doomwatch qui dure trois saisons sur la BBC et a droit à un remake en 1999 sur la chaine Channel 5. Il continue son travail de scénariste durant le restant des années 1970 et les années 1980 pour des séries comme Bionic Woman, Captain Power and The Soldiers Of The Future et scénarise en partie le film Nimitz, retour vers l'enfer. Il revient le temps d'un épisode sur Doctor Who en 1975 (« Revenge of the Cybermen ») 
Toujours avec Kit Pedler, il publie aussi trois romans de science fiction : Mutant 59: The Plastic Eaters (1971), Brainrack (1974) et The Dynostar Menace (1975). Il adapte ses anciens scripts d'épisodes de Doctor Who sous forme de nouvelles pour les éditions Target Book.
En 1989, avec Terry Nation il lui est proposé de reprendre la série Doctor Who et de l'adapter pour le marché américain. Davis ne rejoint pas ce projet et décède le 31 août 1991 à Venice (Los Angeles).

## Sources
- (en) Cet article est partiellement ou en totalité issu de l’article de Wikipédia en anglais intitulé « Gerry Davis (screenwriter) » (voir la liste des auteurs).